# Тукиайнен, Эйно
Э́йно Ту́киайнен (фин. Eino Tukiainen; 1 января 1915 — 2 февраля 1975) — финский гимнаст, призёр Олимпийских игр.

## Биография
Родился 1 января 1915 года в Выборге. В 1936 году в составе финской команды завоевал бронзовую медаль на Олимпийских играх в Берлине.